# اوزه (کمون)
اوزه (به فرانسوی: Auzet) یک کمون در فرانسه است که در آلپ-دو-اوت-پرووانس واقع شده‌است. اوزه ۳۴٫۵۳ کیلومتر مربع مساحت دارد ۱٬۱۸۰ متر بالاتر از سطح دریا واقع شده‌است.